# 聖馬特烏斯 (聖埃斯皮里圖州)
18°42′57″S 39°51′32″W / 18.71583°S 39.85889°W

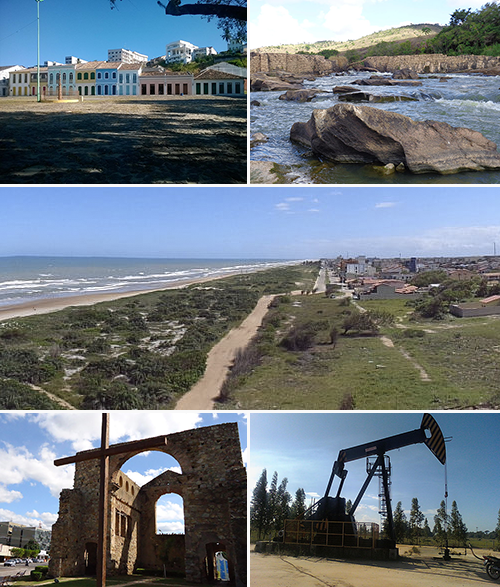
聖馬特烏斯

聖馬特烏斯（葡萄牙語：São Mateus），是巴西的城鎮，位於該國東南部，由聖埃斯皮里圖州負責管轄，始建於1544年9月21日，面積2,339平方公里，海拔高度36米，2014年人口122,668，人口密度每平方公里52.45人。